# Placówka Straży Granicznej II linii „Ciemnoszyje”
Placówka Straży Granicznej II linii „Ciemnoszyje” – jednostka organizacyjna Straży Granicznej pełniąca służbę wywiadowczą na granicy polsko-niemieckiej w okresie międzywojennym.

## Formowanie i zmiany organizacyjne
Rozporządzeniem Prezydenta Rzeczypospolitej Polskiej Ignacego Mościckiego z 22 marca 1928 roku, do ochrony północnej, zachodniej i południowej granicy państwa, a w szczególności do ich ochrony celnej, powoływano z dniem 2 kwietnia 1928 roku Straż Graniczną.
Rozkazem nr 1 z 12 marca 1928 roku w sprawach organizacji Mazowieckiego Inspektoratu Okręgowego Naczelny Inspektor Straży Celnej gen. bryg. Stefan Pasławski określił strukturę organizacyjną komisariatu SG „Grajewo”. Placówka Straży Granicznej II linii „Ciemnoszyje” znalazła się w jego strukturze. Placówka wystawiała posterunki wywiadowcze Goniądz.
Rozkazu Mazowieckiego Inspektora Okręgowego nr 5 z 11 maja 1928 placówka SG II linii „Ciemnoszyje”  podporządkowano etatowo posterunek informacyjny „Goniandz”.
Rozkazem nr 4 z 11 października 1932 roku w sprawach organizacji Małopolskiego Inspektoratu Okręgowego i niektórych inspektoratów granicznych', komendant Straży Granicznej płk Jan Jur-Gorzechowski zniósł  placówkę II linii „Ciemnoszyje”.

## Kierownicy/dowódcy placówki
| stopień          | imię i nazwisko   | okres pełnienia służby | kolejne stanowisko |
| ---------------- | ----------------- | ---------------------- | ------------------ |
| starszy strażnik | Andrzej Pacholski | IX 1928 – †12 XI 1930  |                    |
| starszy strażnik | Stanisław Helbin  |                        |                    |